# Pitcairnia aequatorialis
Pitcairnia aequatorialis är en gräsväxtart som beskrevs av Lyman Bradford Smith. Pitcairnia aequatorialis ingår i släktet Pitcairnia och familjen Bromeliaceae. IUCN kategoriserar arten globalt som starkt hotad.
Artens utbredningsområde är Ecuador. Inga underarter finns listade i Catalogue of Life.